# Tour Winterthur
Tour Winterthur – wieżowiec w Paryżu, we Francji, w dzielnicy La Défense, o wysokości 119 m. Budynek został otwarty w 1973 roku, posiada 31 kondygnacji. W latach 1998–2000 został odremontowany. 